# 부건빌 내전
부건빌 내전은 1988년부터 1998년까지 파푸아뉴기니의 북솔로몬주(현재의 부건빌 자치주)에서 벌어진 내전이다. 부건빌의 독립을 주장하는 분리주의 세력인 부건빌 혁명군과 파푸아뉴기니 정부 간에, 그리고 부건빌 혁명군과 부건빌섬의 다른 무장 세력 간에 전쟁이 벌어졌다.
부건빌 자치주 지사 존 모미스는 부건빌 내전이 제2차 세계대전 이후 오세아니아에서 일어난 가장 큰 규모의 무력 분쟁이라고 평가했다. 부건빌 내전으로 약 15,000~20,000명의 부건빌 주민이 사망한 것으로 추정된다. 그러나 적게는 1,000~2,000명이 사망했다고 추정하기도 한다.
1998년 부건빌 평화협정이 체결되어 무장 분쟁은 끝이 났다. 파푸아뉴기니 정부는 부건빌 자치정부 수립과 부건빌 자치주에 대한 자치정부의 권리 및 권한을 일부 인정하는 데 동의하였다.

## 역사적 배경(1930~1988년)
1930년에 부건빌섬에서 처음으로 금 광맥이 발견되었다. 1960년대에는 부건빌섬의 크라운프린스 산지에서 막대한 양의 구리가 발견되어 오스트레일리아 회사 리오 틴토가 거대한 구리 광산을 만들었다. 팡구나 광산은 부건빌 코퍼 주식회사의 관리 아래 1972년에 가동을 시작했다. 파푸아뉴기니 정부는 부건빌 코퍼 주식회사 지분의 20%를 보유하고 있었다. 당시에 팡구나 광산은 세계 최대의 노천굴 광산이었고, 파푸아뉴기니 총 수출액의 45% 이상을 차지하여 경제적으로 극히 중요했다.
수천 명의 광산 노동자가 부건빌섬으로 이주해 왔다. 그 대부분은 파푸아뉴기니인이었으며 부건빌 주민들은 이 노동자들을 ‘붉은 피부’라고 불렀다. (반면에 부건빌 주민들은 대체로 자신이 검은 피부라고 여긴다.) 주로 오스트레일리아인이었던 ‘흰 피부’들도 광산에 일하러 왔다. 부건빌 주민들은 자신들의 땅에 임시 이주자나 영구 이민자들이 오기를 원하지 않았다. 주민들은 자신들과의 문화적 차이 때문에 ‘붉은 피부’들을 특히 불쾌하게 여겼다.
팡구나 광산이 가동을 시작하자마자 갈등이 빚어지기 시작했다. 지역 지주 중 다수는 파푸아뉴기니의 다른 지역에서 노동자들이 유입되는 것 때문에 광산을 반대했다. 또한 환경 오염 문제와 광산에서 나오는 수익의 대부분이 섬 바깥으로 빠져나가는 문제를 우려했다. 1975년에 파푸아뉴기니가 오스트레일리아로부터 독립하기 전에 부건빌은 파푸아뉴기니에서 분리 독립하려 시도한 적이 있었다. 당시에 부건빌 대표들은 보다 탈중앙집권적인 조치를 취하도록 파푸아뉴기니 정부와 협의하여 이러한 우려를 잠재웠다.

## 분리주의 분쟁
1988년 후반에 광산을 둘러싼 갈등으로 폭력사태가 일어났다. 파푸아뉴기니 정부는 경찰 기동대와 군대를 전개하였다. 처음에 사태는 광산 주변 지역에 한정돼 있었지만 점차 격화되었다. 파푸아뉴기니 병력과 부건빌 혁명군(BRA) 반군 양쪽은 전투 중 부건빌 주민에 대한 폭력이 발생했다고 보고하였다. 분쟁은 점차 분리주의 내전으로 발전하였다. 광산 회사는 광산을 폐쇄했고 부건빌 주민이 아닌 사람들은 많이들 섬을 떠났다. 분쟁은 일 년 동안 계속되었고 그동안 마을을 불태우는 것과 같은 인권 유린이 만연했다고 전해진다. 1990년 초반에 파푸아뉴기니 병력이 철수했고 부건빌섬은 부건빌 혁명군의 통제 아래 들어오게 되었다. 부건빌 혁명군의 수장 프랜시스 오나는 무장 해제와 협상을 약속했음에도 불구하고 1990년 5월에 일방적으로 독립을 선언한다.
이에 따라 파푸아뉴기니 정부는 부건빌을 봉쇄했다. 독립 이래 진행되어 온 국방 협력 계획의 일환으로 1980년대 후반에 오스트레일리아에서 지원받은 UH-1 이로쿼이 헬리콥터와 퍼시픽급 경비정이 부건빌섬 봉쇄에 동원되었다. 호주는 또한 파푸아뉴기니군의 전력 육성을 위해 화기, 탄약, 군수, 훈련, 특수·기술 고문 및 인력을 지원했다. 경찰도 비슷한 종류의 지원을 받았다. 오스트레일리아군은 전투에 사용하지 않는다는 조건으로 헬리콥터를 지원했지만 파푸아뉴기니군은 이를 어기고 기관총을 장착해 사용했다. 봉쇄는 1994년 정전시까지 유지되었다. (일부 지역에서는 1997년까지 비공식적으로 계속되었다.)
그 뒤 프랜시스 오나는 부건빌 임시정부를 수립하고 스스로를 대통령으로 임명했다. 부통령에는 구 지방정부의 주지사였던 조세프 카부이가 임명되었다. 부건빌 혁명군의 지휘관은 과거 파푸아뉴기니군 장교였던 샘 카우오나였다. 그러나 부건빌 임시정부는 큰 권력을 지니지 못했고 부건빌섬은 혼란에 빠지기 시작했다. 부건빌 혁명군의 지휘 체계는 부건빌 혁명군의 일부라고 주장한 섬 안의 다양한 집단을 통제할 수 있는 경우가 거의 없었다. 부건빌 혁명군에 속한 몇몇 ‘라스콜’ 폭력 조직은 제2차 세계대전에서 쓰였던 무기들을 노획하여 무장한 채 살인, 강간, 약탈을 저질러 마을에 테러를 자행했다. 분쟁이 민족적·분리주의적 성격을 띠게 되면서 부건빌은 여러 파벌로 쪼개졌다.
분쟁 세력 간의 경계는 대체로 씨족 간의 경계와 일치했다. 부건빌 임시정부는 봉쇄뿐만 아니라 70~80개의 사소한 부족 간 갈등도 상대해야 했다. 나시오이(Nasioi) 씨족이 부건빌 임시정부와 부건빌 혁명군의 다수를 차지했기 때문에 다른 주민들, 특히 북부 주민들은 그 목표를 의심했다. 부건빌 북쪽의 부카섬에서는 지역 민병대가 형성되어 파푸아뉴기니 병력의 도움을 받아 9월에 부건빌 혁명군을 섬에서 몰아내는 데 성공했다. 1990년 말에는 파푸아뉴기니군이 부카섬을 통제하고 부건빌 혁명군이 부건빌의 나머지를 통제했다. 갈등을 해결하려던 초기의 시도로 1990년과 1991년에 조약이 맺어졌지만 양측 모두 조약을 지키지 않았다. 한편 오나와 카우오나의 부건빌 혁명군 지휘 체계는 카부이 등 몇몇 정치적 지도자들과 함께 힘을 잃었다. 파푸아뉴기니 정부를 지지한 여러 마을 민병대가 생겨나 ‘저항운동’(레지스탕스)이라는 이름이 붙었으며 이들은 파푸아뉴기니군에 의해 무장되어 자신들의 영역에서 부건빌 혁명군을 몰아냈다. 1991에서 1992년 사이에 파푸아뉴기니군은 점차 부건빌로 돌아왔으며 부건빌섬의 북부와 서남부를 장악했다.
1992년 선거로 파푸아뉴기니의 정권이 교체되고 신임 수상 파이아스 윙티는 부건빌에 대해 한층 강경한 태도를 취했다. 1992~1993년에 파푸아뉴기니군은 부건빌 혁명군의 지원자들을 좇아 허가 없이 국경을 넘어 솔로몬 제도의 영토를 습격했다. 이로 인해 솔로몬 제도와의 외교 관계가 악화되었으며 한번은 파푸아뉴기니군과 솔로몬 제도 경찰이 충돌하여 서로에게 발포하기도 했다. 또 파푸아뉴기니군이 오에마섬에 상륙한 일도 있었다. 1993년 2월에 파푸아뉴기니군은 저항운동 세력과 함께 북솔로몬주의 주도인 아라와를 탈환했다. 파푸아뉴기니 외무장관 줄리우스 찬은 태평양의 여러 국가로부터 평화유지군 병력을 끌어모으려 했지만 윙티 수상은 이 제안을 파기했다. 윙티는 파푸아뉴기니 육군에 팡구나 광산을 탈환하라고 명령했으며 처음에는 성공을 거두었다. 그러나 윙티 정부는 오래가지 못했고 1994년 8월에는 줄리우스 찬이 그를 대신해서 수상의 자리에 올랐다. 그 뒤 팡구나 공격은 실패했다. 파푸아뉴기니군은 정글 때문에 시야가 제한되고 경계가 어려운 섬의 내륙 지역에서 갈수록 큰 손실을 입었다.
줄리우스 찬은 분쟁을 평화적으로 해결할 의사를 밝혔고 9월에 솔로몬 제도에서 카우오나와 만나 휴전 협정을 맺었다. 양쪽은 10월에 아라와에서 오스트레일리아 주도의 남태평양 평화유지군이 경계하는 가운데 평화 협정을 맺기로 협의했다. 그러나 부건빌 임시정부의 지도자들은 본인들의 안전이 보장되지 않는다는 이유로 협정을 보이콧했다. 프란시스 오나가 부재한 가운데 카부이와 카우오나는 보다 온건한 부건빌 혁명군 지도자로 떠올랐다. 그 뒤 줄리우스 찬 정부는 나시오이 씨족의 추장 집단과 협상에 들어갔다. 추장 집단의 대표는 과거 팡구나 지주 조합의 변호사였던 시어도어 미리웅이 맡았다. 이 협상을 통해 1995년 4월에 부카를 수도로 하는 부건빌 과도정부가 수립되었다. 미리웅은 부건빌 과도정부의 수장으로 임명되었지만 결국은 “양쪽의 강경파들 사이의 간극을 메우지 못했다”.
그동안 줄리우스 찬은 상황이 진전되지 않는 데 불만을 느끼기 시작했다. 1995년 9월과 12월 호주 케언스에서 열린 부건빌 혁명군, 부건빌 과도정부, 파푸아뉴기니 정부 간 협상 뒤, 1996년 1월에 카부이를 포함한 부건빌 혁명군 및 부건빌 임시정부 대표자들은 부건빌로 돌아간 뒤에 파푸아뉴기니군의 사격을 받았다. 그 후에는 솔로몬 제도의 부건빌 임시정부 대표 마틴 미로리의 집이 폭격을 당했다. 이에 따라 부건빌 혁명군은 부건빌 북부와 부카에서 보복 행동을 취했다. 줄리우스 찬은 평화노력을 그만두기로 결정하고 1996년 3월 21일에 휴전 종료를 승인했다. 이어서 그는 대국민 담화에서 군사적 해결을 이뤄내겠다고 약속하였다.

## 샌드라인 사건
호주 정부가 직접적인 군사 지원을 거부하고 정치적 해결을 옹호하자 줄리우스 찬 정부는 다른 곳으로 눈을 돌렸다. 1996년 3월 파푸아뉴기니 정부가 런던 소재 민간군사기업인 샌드라인 인터내셔널에서 용병을 고용하려 시도하면서 샌드라인 사건이 시작되었다. 샌드라인 인터내셔널은 다시 남아프리카 공화국의 군사기업인 이그제큐티브 아웃컴스에 용역을 주었다. 파푸아뉴기니군은 샌드라인과의 협상을 진행하면서 부건빌에 대한 새로운 공격 작전을 시작했다. 그러나 허술한 군수 계획과 부건빌 혁명군의 위치에 대한 첩보 부재로 인해 수많은 사상자를 내며 실패하고 만다.
9월에 부건빌 혁명군 전투원들은 지역 민병대원들의 도움을 받아 캉구 해변의 파푸아뉴기니 육군 주둔지를 공격하여 파푸아뉴기니군 병사 12명을 죽이고 5명을 인질로 잡았다. 이 사건은 내전 중 파푸아뉴기니군이 단일 작전에서 입은 가장 큰 손실이었다. 그 다음달에 시오도어 미리웅이 암살되었다. 이후 독립적인 조사를 통해 파푸아뉴기니군과 저항운동 민병대 소속 군인들이 암살 배후로 지목되었다. 파푸아뉴기니군 내의 군기와 사기가 급격히 악화되었고, 공격 작전이 교착 상태로 빠짐에 따라 파푸아뉴기니군은 8월에 철수하게 된다. 이 시점에 파푸아뉴기니군은 부건빌 저항운동 전력의 지원을 받아 섬의 약 40퍼센트를 “적당히” 통제하고 있었지만, 정부군에 대해 우위를 점한 부건빌 혁명군의 게릴라 공격에 여전히 취약했다.
줄리우스 찬은 팡구나 광산을 되찾을 가장 가능성 있는 방책은 샌드라인의 용병을 사용하는 것이라는 결론을 내렸고 1997년 1월에 계약을 맺었다. 그러나 용병 고용 계획이 호주 언론에 유출되었고 파푸아뉴기니 정부는 국제적 비난을 받았다. 그러자 파푸아뉴기니군의 지휘관인 제리 싱기로크는 처음의 입장을 뒤집어 용병 사용에 반대했고 용병들이 도착하는 대로 구금하도록 지시했다. 그 뒤 파푸아뉴기니는 시위대와 군인들에 의해 국회가 포위되는 등 군사 쿠데타가 일어나기 직전까지 갔다. 호주 정부는 샌드라인과의 계약을 종료하도록 파푸아뉴기니 정부에 압력을 넣었고, 용병들이 사용하려고 비행기로 운송 중이던 중장비들을 중간에서 차단했다. 줄리우스 찬은 사임하고 용병들은 파푸아뉴기니 영토에서 퇴출되었다.
한편 내전은 1997년까지 계속되었다. 이 시점에 약 800명의 파푸아뉴기니군과 150명의 “폭동 진압 경찰대”가 부건빌섬에 전개해 있었고 부건빌 저항운동의 전력은 약 1,500명이었다. 부건빌 저항운동 세력은 파푸아뉴기니군에 의해 무장되었고 주로 “지방 의용군”의 역할을 수행했으며 소수만이 파푸아뉴기니군과 함께 경계 임무를 수행하거나 직접 전투에 참여했다. 부건빌 저항운동의 전력은 약 500정의 현대적 무기(대부분 노획했거나 파푸아뉴기니군과 “폭동 진압 경찰대”로부터 구매한 것)와 수천 정의 2차대전 시기 또는 수제 무기로 무장한 2,000명의 병사로 추정되었다.

## 정전과 그 이후
빌 스케이트가 파푸아뉴기니 총리로 당선되면서 평화를 위한 노력이 시작되었다. 그는 군사적 해결에 반대한 전적이 있었다. 1997년 중반에 호니아라와 뉴질랜드 버넘에서 열린 회담을 통해 휴전이 이루어졌고 부건빌섬을 비무장화하자는 협의가 도출되었다. 이에 따라 뉴질랜드가 주도하고 오스트레일리아, 피지, 바누아투가 지원하는 비무장 상태의 휴전감시단이 구성되어 섬에 파견되었다. 그 뒤로 섬에서는 대부분 휴전 상태가 유지되었다. 카우오나와 카부이는 오나와 입장을 달리하면서 스케이트 정부와 뉴질랜드 크라이스트처치에서 열린 평화 회담에 참여했고, 이 회담은 1998년 1월 링컨 협약의 체결이라는 결과를 낳았다. 협약의 내용에 따라 파푸아뉴기니 병력은 섬에서 철수하기 시작했고 부건빌 혁명군과 부건빌 저항운동을 무장 해제하는 조치가 취해졌다. 오스트레일리아가 주도하는 다국적 평화감시단이 파견되어 휴전감시단을 대체하였다. 부건빌 화해정부(영어: Bougainville Reconciliation Government)를 수립하기 위한 법안이 파푸아뉴기니 국회에 제출되었지만 1998년 12월에 부결되었다.
1999년 1월에 파푸아뉴기니의 다른 18개 주와 동등한 지위를 가진 부건빌주 지방정부가 수립되었고 존 모미스가 주지사(governor)를 맡았다. 그러나 이 정부는 부건빌 혁명군과 부건빌 과도정부 양쪽의 반대에 부딪혀 기능이 정지되었다. 다른 형태의 정부를 두 단계에 걸쳐 수립하자는 내용의 합의가 이루어졌다. 첫 단계는 부건빌 제헌의회(영어: Bougainville Constituent Assembly) 소집이었고 두번째 단계는 부건빌 인민의회(영어: Bougainville People's Congress) 선거였다. 5월에 선거가 열렸고 카부이가 지사(president)로 임명되었다. 그러나 존 모미스는 몇몇 추장들과 저항운동 지도자들의 지원 아래 그 적법성에 의문을 제기했다. 11월에는 모미스를 수장으로 하는 부건빌 임시지방정부라는 새로운 조직이 세워졌다. 카우오나와 모미스의 화해를 통해 두 조직이 상호 협력하에 행동하도록 하는 합의가 이루어졌다. 2000년대 초반에는 부족 수준에서의 체계적인 화해 절차가 시작되었다.
2001년에 평화조약이 체결되어 부건빌 자치정부 수립으로 가는 구체적인 계획이 제시되었다. 그러나 프란시스 오나는 평화적 노력에서 어떠한 역할도 수행하려 하지 않았고 소수의 전투원과 함께 부건빌 혁명군에서 탈퇴했다. 이후에도 그는 새로운 정부 수립에 참여하라는 제안을 계속해서 거부했고 광산 근처의 한 지역을 점거하여 통행을 불가능하게 했다. 그는 2005년에 말라리아로 사망하기 전에 스스로를 부건빌의 ‘왕’으로 선포했다. 첫 부건빌 자치정부 선거가 2005년 5월과 6월에 열렸고 조세프 카부이가 지사로 선출되었다.
2006년 3월, 유엔 용병 문제 특별위원회 소속 변호사 샤이스타 샤밈은 부건빌섬에 구 피지 군인들이 남아 있다는 의혹을 조사하기 위한 조사단 파견을 허락해 줄 것을 피지와 파푸아뉴기니에 요청하였다. 2011년에는 리오 틴토가 광산을 다시 가동하고자 파푸아뉴기니 정부의 군사행동에 자금을 지원함으로써 내전에 개입했다는 전 파푸아뉴기니 총리 마이클 소마레의 주장이 언론에 알려졌다. 2015년 3월 ‘부건빌 광업법’이 제정되면서 부건빌 정부는 부건빌섬의 광업을 통제할 권한을 얻었다. 그러나 팡구나 광산은 아직 폐쇄되어 있다.
부건빌 자치주 지사 존 모미스는 부건빌 내전이 제2차 세계대전 이후 오세아니아에서 일어난 가장 큰 규모의 무력 분쟁이라고 평가했다. 부건빌 내전 중 파푸아뉴기니군은 최소 300명의 사망자를 냈다고 생각된다. 호주 정부는 부건빌 내전으로 15,000~20,000명이 사망했다고 추정했다. 그러나 보다 보수적인 추정으로는 전투로 인한 사망자가 1,000~2,000명이라고 보기도 한다. 또다른 출처에서는 내전 기간에 약 10,000명의 부건빌인이 폭력이나 질병으로 사망했고 1990년 중반에는 60,000명 이상의 부건빌인이 난민 수용소에서 지내고 있었으며 수천 명이 인근 솔로몬 제도로 피난했다고 추정한다.

## 독립 주민투표
평화협정에는 부건빌의 정치적 지위에 관한 주민투표를 이십 년 안에, 곧 2015년에서 2020년 사이 어느 시점에 시행한다는 내용이 들어 있었다. 2016년 1월 부건빌 자치정부와 파푸아뉴기니 정부는 부건빌 주민투표 위원회를 설립하기로 합의했다. 위원회는 미래 부건빌의 정치적 지위를 결정할 투표를 2019년에 시행하도록 준비하는 임무를 맡았다. 2019년 11월 후반과 12월 초반에 법적 구속력이 없는 독립 주민투표가 시행되었고 주민 절대다수가 독립에 투표했다.

## 참고 문헌
- Adams, Rebecca (2001). 《Peace on Bougainville: Truce Monitoring Group》. Centre for Strategic Studies New Zealand, Victoria University Press. ISBN 9780864734082.
- Aspinall, Edward; Jeffrey, Robin; Regan, Anthony J. (2013). 《Diminishing Conflicts in Asia and the Pacific: Why Some Subside and Others Don't》. London: Routledge. ISBN 9780415670319.
- Braithwaite, John (2010). 《Reconciliation and Architectures of Commitment: Sequencing Peace in Bougainville》. Canberra, Australian Capital Territory: ANU Press. ISBN 9781921666681.
- Connell, John (2005). 《Papua New Guinea: The Struggle for Development》. New York: Routledge. ISBN 9780415054010.
- de Matos, Christine; Gerster, Robin (2009). 《Occupying the "Other": Australia and Military Occupations from Japan to Iraq》. Newcastle upon Tyne, United Kingdom: Cambridge Scholars Publishing. ISBN 9781443804387.
- Dorney, Sean (1998). 《The Sandline Affair》. Sydney: ABC Books. ISBN 9780733307010.
- Grey, Jeffrey (2008). 《A Military History of Australia》 Thi판. Port Melbourne: Cambridge University Press. ISBN 978-0-521-69791-0.
- Howe, K.R.; Kiste, Robert C. (1994). 《Tides of History: The Pacific Islands in the Twentieth Century》. Honolulu: University of Hawaii Press. ISBN 9780824815974.
- Joint Standing Committee on Foreign Affairs, Defence and Trade (1999). 《Bougainville: The Peace Process and Beyond》. Canberra: Commonwealth of Australia. ISBN 9780642366122.[깨진 링크]
- Lal, Brij V.; Fortune, Kate (2000). 《The Pacific Islands: An Encyclopedia》. Volume 1. Honolulu: University of Hawaii Press. ISBN 9780824822651.
- Londey, Peter (2004). 《Other People's Wars: A History of Australian Peacekeeping》. Crows Nest, New South Wales: Allen & Unwin. ISBN 1865086517.
- May, Ronald James (1996). 《The Situation on Bougainville: Implications for Papua New Guinea, Australia and the Region》. Current Issues Brief 9 1996–97. Canberra: Parliamentary Research Service. OCLC 221898325. 2019년 12월 11일에 원본 문서에서 보존된 문서. 2019년 12월 15일에 확인함.
- May, Ronald James; Selochan, Viberto (2004). 《The Military and Democracy in Asia and the Pacific》. Canberra: ANU E Press. ISBN 9781920942007.
- Raath, Niki (1991년 12월 19일). 《Moral Support? Australia's Support to Papua New Guinea's Internal Security Problems》 (PDF). Canberra: Parliamentary Research Service. ISSN 1037-2938.
- Regan, Anthony; Griffin, Helga, 편집. (2005). 《Bougainville Before the Conflict》. Canberra: Pandanus Books. ISBN 9781740761383.
- Roberts, John (2002). 《Reporting Military Conflict and Human Rights Abuse: The Australian Press and Bougainville, 1996》 (PDF) (학위논문). RMIT University. 2021년 12월 5일에 원본 문서 (PDF)에서 보존된 문서. 2019년 12월 15일에 확인함.
- Wehner, Monica; Denoon, Donald (2001). 《Without a Gun: Australians' Experiences Monitoring Peace in Bougainville, 1997–2001》. Canberra: Pandanus Books. ISBN 1740760131.
- Wilson, Stewart (1994). 《Military Aircraft of Australia》. Weston Creek, Australian Capital Territory: Aerospace Publications. ISBN 1-875671-08-0.
- Woodbury, Jo (January 2015). 《The Bougainville Independence Referendum: Assessing the Risks and Challenges Before, During and After the Referendum》 (PDF). Indo-Pacific Strategy Papers. Canberra: Centre for Defence and Strategic Studies (CDSS), Australian Defence College.

## 추가 문헌
- Bowd, Reuben (2007). 《Doves over the Pacific: In Pursuit of Peace and Stability in Bougainville》. Loftus, New South Wales: Australian Military Historical Publications. ISBN 9780980320480.
- Breen, Bob (2016). 《The Good Neighbour: Australian Peace Support Operations in the Pacific Islands, 1980–2006》. The Official History of Australian Peacekeeping, Humanitarian and Post-Cold War Operations. Volume V. Port Melbourne, Victoria: Cambridge University Press. ISBN 978-1-107-01971-3.
- Lavaka Ata, Ulukalala (1998년 1월 1일). “The Bougainville Crisis and PNG-Australia relations”. 《Culture Mandala: The Bulletin of the Centre for East-West Cultural and Economic Studies》 (Gold Coast, Queensland: Centre for East-West Cultural and Economic Studies, School of Humanities and Social Sciences, Bond University) 3 (1): 41–55. ISSN 1322-6916. 2016년 4월 24일에 원본 문서에서 보존된 문서. 2019년 12월 15일에 확인함.